# Kajrat-Żastar
FC Kajrat-Żastar (kaz. Қайрат-Жастар футбол клубы) – kazachski klub piłkarski, z siedzibą w Ałmaty. Kajrat występuje w Byrynszy liga (drugi poziom rozgrywkowy w kraju).

## Historia
Klub został założony w 1999 roku. Początkowo funkcjonował pod szyldem szkoły piłkarskiej „Cesna”, pod nazwą Cesna Ałmaty. W 2011 roku ogłoszono przejęcie klubu przez Kajrat Ałmaty. W kolejnych latach drużyna ta startowała w rozgrywkach jako „Kajrat-Akademia” oraz „Kajrat A” (kaz. «Кайрат А»). Od 2019 roku klub oficjalnie występuje pod nazwą „Kajrat-Żastar” (kaz. Қайрат-Жастар).

## Stadion
Drużyna rozgrywa swoje domowe mecze na Stadionie Akademii im. Timura Siegizbajewa, w Ałmacie. Nazwa stadionu pochodzi od słynnego zawodnika Kajratu – Timura Segizbajewa.Stadion ma 600 miejsc dla widzów. Stadion jest również nazywany „Stadionem akademii Kajratu”.